# Jean Pontas
Jean Pontas (Saint-Hilaire-du-Harcouët, 1638 – Parigi, 1728) è stato un teologo francese.

Dictionarium casuum conscientiae, 1738 (Fondazione Mansutti, Milano).

Originario della diocesi di Avranches, studiò dai gesuiti prima a Rennes e poi a Parigi. Nel 1663 divenne sacerdote e si laureò in diritto canonico, trascorrendo l'intera vita nella capitale francese. Scrisse diverse opere di teologia morale e ascetismo, tra cui il Dictionarium casuum conscientiae. L'opera riporta al suo interno un Index summorum pontificorum e un Index historicus auctorum, oltre a un'immensa serie di casi divisi in tre volumi. La prima edizione del 1715, edita come Dictionnaire des cas de conscience in francese, fu poi tradotta in varie lingue. Autore della prefazione è il domenicano Daniele Concina.
Pontas è ritenuto uno dei maestri della casistica del XVII secolo, come sostenitore della teoria per cui i comportamenti relativi a circostanze precise possono influire sulla norma morale, opponendosi al rigorismo e al lassismo.